# BVN
BVN (Beste Van NPO) is een publieke gratis te ontvangen televisiezender voor Nederlanders in het buitenland. De internationale zender selecteert elke dag uit het aanbod van de Nederlandse publieke omroepen een aantal Nederlandstalige producties en zendt geen anderstalige programma's of films uit. Het accent ligt op nieuws en achtergrondinformatie. Inmiddels is BVN uitgegroeid tot een televisiezender die over de hele wereld te ontvangen is via satelliet, kabel en internet. BVN is gevestigd op het Media Park in Hilversum op hetzelfde adres als de Nederlandse Publieke Omroep (NPO).

## Geschiedenis
In 1996 startte Radio Nederland Wereldomroep met Nederlandstalige televisie onder de naam Zomer TV voor kijkers in Europa, in samenwerking met de Publieke Omroep. Na deze succesvolle start en een vervolg als Wereldomroep TV werd in 1998 BVN opgericht: een samenwerkingsverband tussen de Nederlandse Publieke Omroep, de Vlaamse VRT en Radio Nederland Wereldomroep. De naam BVN stond sindsdien als initiaalwoord voor Beste van Vlaanderen en Nederland.
Op 6 april 2021 werd bekend dat de samenwerking tussen NPO en VRT per 1 juli 2021 op ging houden. De programma's van de VRT verdwenen daardoor van BVN. Om de Vlaamse publieke programma's te bekijken vanuit het buitenland, verwijst VRT men naar VRT MAX waar echter wel een Belgische registratie voor nodig is.

## Organisatiestructuur
BVN was tot 1 juli 2021 een samenwerkingsverband van de VRT en NPO. Voorzitter van de Stichting BVN is Willemijn Francissen, die ook mediadirecteur bij de NTR is. René van Baaren is de netmanager voor BVN. Operationeel zijn de BVN-zaken ondergebracht bij de NPO.

## Financiering
BVN wordt gefinancierd vanuit de mediabegroting voor de landelijke Nederlandse publieke omroep. In 2017 bedroeg het deel voor BVN 1,5 miljoen euro. Voor 2025 werd er 1,8 miljoen euro begroot.

## Programmering
De internationale zender zendt haar programmering dagelijks uit in twee blokken van 12 uur. Rechtstreekse uitzendingen als het NOS Journaal en NOS Studio Sport worden vanwege uitzendrechten met een vertraging uitgezonden. Andere programma's mag de zender pas uitzenden als ze in Nederland al zijn uitgezonden.
De programmering wordt samengesteld uit het televisieaanbod van de Nederlands publiek omroepbestel, bestaande uit het Nederlandse televisiejournaal en veel andere programma's van de Nederlandse publieke omroepen. Ook de kersttoespraken van het Nederlands koningshuis zijn ieder jaar te volgen. De meeste koninklijke huwelijken en begrafenissen waren rechtstreeks op BVN te volgen. Het percentage van Vlaamse VRT-programma’s in de BVN programmering was 35,42% in 2013, 34,96% in 2014 en 30,96% in 2015.

### Nieuws en actualiteiten
Nieuws en actualiteiten zijn van groot belang voor de zender, de journaals en politieke programma's zijn er dan ook in overvloed. BVN begint altijd met de bulletins van het NOS Journaal. Rond de klok van acht uur begint het achtuurjournaal van de NOS. Verder zit er in de doordewekelijkse programmering Goedemorgen Nederland, Eva, Carrie op Vrijdag, Nieuwsuur, EenVandaag, Goedenavond Nederland en Café Kockelmann. In het weekend worden de politieke gespreksprogramma's Buitenhof en WNL op Zondag uitgezonden.

### Amusement
Naast nieuws en actualiteiten is amusement ook een belangrijke categorie. Er worden daarom ook dagelijks amusementsprogramma's uitgezonden van de Nederlandse omroepen, zoals Even tot hier, First Dates, Spoorloos, De Slimste Mens, Wie is de Mol? en Moltalk. Ook wordt het Eurovisiesongfestival jaarlijks rechtstreeks integraal en zonder onderbrekingen van reclames uitgezonden.

### Series
Enkele Nederlandstalige series worden wekelijks op een vaste uitzenddag uitgezonden, dit zijn onder andere Flikken Maastricht, Dertigers en NOOD.

### Jeugdprogramma's
Sinds de programmering gestart in het voorjaar van 2007 wordt er extra aandacht gegeven aan Nederlandstalige jeugdprogramma's zoals het NOS Jeugdjournaal, Sesamstraat, Het Klokhuis en Willem Wever. Ook het Sinterklaasjournaal wordt in de Sinterklaastijd op BVN uitgezonden, zodat ook Nederlandse kinderen die buiten Nederland wonen dit kunnen zien en zo de gebeurtenissen rond Sinterklaas kunnen volgen.

### Eigen programma's
Het BVN-Weer is anno 2024 het enige televisieprogramma dat exclusief voor BVN wordt geproduceerd. BVN-Weer wordt gemaakt in samenwerking met de NOS.

#### Voormalige BVN-programma's
- Café De Buren
- Van Huis Uit (laatste aflevering op 22 december 2007)
- Studio NL Live (laatste uitzending in 2007)
- Stop de tijd (i.s.m. Omroep MAX, laatste uitzending in 2008)
- Andere Ogen (laatste uitzending in 2008)
- Typisch NL (laatste uitzending in 2008)

## Ontvangst
BVN zendt 24 uur per dag uit via verschillende satellieten in Europa, Afrika en Amerika en is in delen van Europa beschikbaar via kabelnetten. In Europa is BVN te ontvangen via de satellietposities Hot Bird en Astra 19,2°O. In de diverse applicatiewinkels is de BVN-app verkrijgbaar waarmee de zender is te bekijken via smartphone of tablet. Deze kan dan via een Chromecast of Apple TV ook op de TV worden afgespeeld. Op deze manier is BVN ook te bekijken als de zender op het vakantieadres niet is te ontvangen via het lokale kabelnet of indien hier geen satellietschotel aanwezig is. Daarnaast kan de zender ook wereldwijd (Nederland inbegrepen) via de internetpagina van de zender afgespeeld worden, zodat deze ook via de PC of laptop kan worden bekeken.
BVN is ook via verschillende kabelnetten te ontvangen:
- Duitsland: via de digitale kabel van o.a. Vodafone Kabel Deutschland.
- Griekenland: beschikbaar via de kabel van NOVA
- Luxemburg: via de digitale kabel van Eltrona
- Caribisch deel van het Koninkrijk der Nederlanden: via de kabel
- Thailand: via de analoge kabel in Pattaya van Sophon Cable, en ook via de analoge kabel in Koh Chang van KCTV
- Zwitserland: via de digitale kabel van Sunrise (een Liberty Global bedrijf, zuster VodafoneZiggo) en via IPTV van Swisscom
- Zuid-Afrika: via Multichoice / DStv (schotel)
- Portugal: via digitale kabel van ZON

Sommige buitenlandse televisiestations zenden BVN-programma's uit (bijvoorbeeld, SBS in Australië en Face Television in Nieuw-Zeeland zenden het NOS-Journaal uit als deel van een "buitenlands" nieuwsblok). Voor het Caribisch gebied en de VS worden de programma's met zes uur vertraging uitgezonden.

## Kijkcijfers
De verspreiding van het BVN-signaal via satelliet heeft vrijwel een wereldwijde dekking. Echter bestaat er geen duidelijk beeld van de kijkcijfers, omdat BVN via satelliet free-to-air wordt aangeboden. Naar de BVN-livestream (online) hebben in heel 2017 625.140 unieke personen gekeken.

## BVN-Trofee
In het programma Van Huis Uit werd ook eenmalig de BVN-trofee uitgereikt. De eerste winnaar van de BVN-trofee was het programma Kopspijkers, dat enkele weken later van de buis ging. Boer zoekt Vrouw was ook een van de publieksfavorieten die eind 2004 en begin 2005 werd uitgezonden, hier kon echter nog niet op gestemd worden.
- 2004: Kopspijkers (VARA-Nederlands)[11]
- 2005: Witse (VRT/TROS-Vlaams), uitgereikt op 30 maart 2006[12][13]
- 2006: FC De Kampioenen (VRT-Vlaams), bekendgemaakt op donderdag 18 januari 2007 in een speciaal programma vanuit de Bourlaschouwburg in Antwerpen[14][15]
- 2007: FC De Kampioenen (VRT-Vlaams)
- 2008: Boer zoekt Vrouw (KRO-Nederlands)
- 2009: De Wereld Draait Door (VARA-Nederlands), uitgereikt op 18 mei 2010 door Yvon Jaspers[16]
- 2010: De Wereld Draait Door (VARA-Nederlands), uitgereikt op 3 oktober 2011 door Floortje Dessing[17]
- 2012: Walsend het jaar uit
- 2013: Moeder, ik wil bij de Revue
- 2014: Floortje naar het einde van de wereld, uitgereikt op 6 mei 2014 aan Floortje Dessing door Matthijs van Nieuwkerk tijdens De Wereld Draait Door.
- 2015: Reizen Waes, uitgereikt op 3 december 2015 aan Tom Waes door Cath Luyten.